# Julian Strawther
Julian Lee Strawther-Cordero (ur. 18 kwietnia 2002 w Las Vegas) – amerykański koszykarz, występujący na pozycjach rzucającego obrońcy lub niskiego skrzydłowego, posiadający także portorykańskie obywatelstwo, aktualnie zawodnik Denver Nuggets.
W 2023 reprezentował Denver Nuggets podczas rozgrywek letniej ligi NBA w Las Vegas.

## Osiągnięcia
Stan na 18 grudnia 2023, na podstawie, o ile nie zaznaczono inaczej.
NCAA
- Wicemistrz NCAA (2021)
- Uczestnik rozgrywek:
  - Elite 8 turnieju NCAA (2021, 2023)
  - Sweet 16 turnieju NCAA (2021–2023)
- Mistrz:
  - turnieju konferencji West Coast (WCC – 2021–2023)
  - sezonu regularnego West Coast (2021–2023)
- Zaliczony do I składu:
  - konferencji WCC (2023)
  - turnieju:
    - konferencji WCC (2023)
    - NCAA All-Region (2023)

  - składu honorable mention WCC (2022)
- Koszykarz tygodnia konferencji WCC (30.10.2023)

Reprezentacja
- Uczestnik mistrzostw świata U–19 (2019 – 6. miejsce)[4]